# Ian Thorpe
Ian James Thorpe (n. 13 octombrie 1982, Sydney, Noul Wales de Sud, Australia) este un fost înotător australian specializat pe stil liber. 

## Carieră
A fost laureat cu nouă medalii olimpice, inclusiv cinci de aur, din două participări la Jocurile Olimpice, Sydney 2000 și Atena 2004, la vârsta de 17 și respectiv 21 ani. Astfel este cel mai medaliat sportiv australian. A cucerit și 11 titluri mondiali, inclusiv șase în 2001, devenind primul înotător care a câștigat atât de multe medalii într-un singur campionat mondial. Poreclit „Thorpedo” („torpila”), a stabilit 17 recorduri mondiale, inclusiv 13 în bazin lung. 
S-a născut într-o familie iubitoare de sport: tatăl său a practicat crichetul de performanță la juniori, în timp ce mama sa a jucat netball. Ian s-a apucat de natație din copilărie, luând exemplul sorei sale Christina. Suferea la o alergie la clor, pe care a depășit-o progresiv. Primul antrenorul său a fost Jenni Ashpole la Padstow Swimming Club, apoi Chris Myers. În 1995 a început să se antreneze sub conducerea lui Doug Frost. La vârsta de 14 ani a devenit cel mai tânăr sportiv care a reprezentat Australia în competiții internaționale, clasându-se pe locul doi la proba de 400 m stil liber din cadrul Campionatului PanPacific din 1998. În același an și-a făcut debutul la un Campionat Mondial. A cucerit medalia de aur la ștafeta 4×200 m, înotând releul său cu același timp de 1:47,67 cu care Grant Hackett cucerise aurul la proba individuală de 200 m. Apoi a devenit cel mai tânăr campion mondial la înot, câștigând proba de 400 m pe care o va domina toată carieră.
La Atena 2004 a devenit primul înotător care a cucerit o medalie în toate probele olimpice. După această competiție a luat o pauză, apoi a suferit de mononucleoză infecțioasă iar și-a rupt mâna. Astfel nu s-a putut califica la Jocurile Commonwealth-ului din 2006. S-a retras în 2006, la vârsta de 26 de ani. A încercat să se întoarcă în 2012, dar a ratat calificarea la Jocurile Olimpice de la Londra. În anul 2014 și-a anunțat public homosexualitatea.

## Legături externe
1. ↑  Ian Thorpe, Encyclopædia Britannica Online, accesat în 9 octombrie 2017
2. ↑  Ian Thorpe, Brockhaus Enzyklopädie, accesat în 9 octombrie 2017
3. 1 2  Michael Cowley (22 noiembrie 2006). „A career that sets the gold standard”. The Sydney Morning Herald.
4. ↑  John Lohn (15 iunie 2015). „The Day Ian Thorpe Became The Youngest World Swimming Champion in History”. swimmvortex.com (în engleză). Arhivat din original la 15 august 2016. Accesat în 13 iulie 2016.
5. ↑  „'Thorpedo' announces retirement”. The Guardian (în engleză). 21 noiembrie 2006.
6. ↑  „London 2012 Olympics: Ian Thorpe has no regrets over failed London comeback”. The Daily Telegraph (în engleză). 13 iulie 2012.
7. ↑  Nadia Khomami (13 iulie 2014). „Ian Thorpe comes out as gay in Parkinson interview”. The Guardian (în engleză).